# Ilias Kotsios
Ilias Kotsios (ur. 25 kwietnia 1977 w Larisie) – grecki piłkarz występujący na pozycji obrońcy.
W Superleague Ellada rozegrał 291 spotkań i zdobył 20 bramek.